# Первое сражение при Карасу
Первое сражение при Карасу — одно из сражений русско-турецкой войны 1768—1774 годов, произошедшее 27 мая (7 июня) 1773 года во время кампании русской армии в Валахии и Румелии.

## Перед сражением
Относительно плана кампании 1773 года на Дунае имелись расхождения между Екатериной II и П. А. Румянцевым. Императрица предлагала перейти в наступление, нанести поражение туркам и оттеснить их до Балкан. Командующий 1-й армией отстаивал прежнюю тактику набегов малыми отрядами. Под давлением императрицы ему пришлось принять вариант более активных действий за Дунаем. Первым объектом натиска, согласно намеченному плану, становилась крепость Силистрия.  Содействовать наступлению главных сил должны были действия (поиски) отрядов О. А. Вейсмана и И. П. Салтыкова на правом берегу Дуная.
Вейсман переправился через Дунай, и 26 мая его отряд (6500 человек при 38 орудиях) собрался у Карамурата. Турецкий лагерь у Карасу был прикрыт с северной стороны заливом и двумя валами старых земляных укреплений; на перешейке, образованном заливом, была построена батарея. Вследствие трудности атаки с фронта, Вейсман решил обойти позицию с правого фланга, откуда турецкий лагерь был прикрыт только одним ретраншементом.
В 2 часа ночи 27 мая Вейсман выступил из Карамурата. В авангарде шёл полковник Р. Ф. Левиз. Главные силы двигались в 2 колоннах: самого Вейсмана и генерал-майора князя Голицына; артиллерия следовала между колоннами. Замыкал движение арьергард премьер-майора Глебова (500 человек и 4 opудия).

## Ход сражения
В 5 часа утра отряд подошёл к оконечности залива Карасу. Турки выслали навстречу часть конницы, которая после перестрелки бросилась в бегство к своим главным силам, стоявшим на высотах к югу. Левиз двинул казаков и карабинер, но турки без боя отступили частью к Карасу, частью к Усман-Факи.
Вейсман приказал Левизу продолжать движение к Карасу, но не предпринимать ничего решительного до прибытия главных сил. Следуя дальше, Левиз опрокинул перешедшую в наступление турецкую конницу и приблизился к восточному ретраншементу. Неприятельская конница, свернув влево, в лощину, открыла ретраншемент, откуда началась канонада по авангарду, приведшая его в замешательство. Этим воспользовалась турецкая конница, которая атаковала левый фланг и вынудила русскую кавалерию отступить на свою пехоту, которая остановила турок ружейным огнем и дала возможность коннице восстановить свои ряды.
В это время к месту боя приближались главные силы. Вейсман приказал артиллерии обстрелять ретраншемент, а затем двинул пехоту в атаку. Турки не стали дожидаться подхода русских и, оставив лагерь и ретраншемент, начали в 8 часов отступление по дороге на Базарджик. Русская кавалерия 10 вёрст преследовала отступающего противника. Турки потеряли до 1200 убитыми, 104 пленными и 16 пушек, весь лагерь и обоз; русские — 58 убитых и 121 раненый.
Победа при Карасу ускорила начало крупного наступления русских войск на правом берегу Дуная.